# Йозеф Фіцтум
Йозеф Фицтум (нім. Josef Fitzthum; 14 вересня 1896, Енгельхартштеттен, Нижня Австрія, Австро-Угорщина — 10 січня 1945, Вінер-Нойдорф, Нижня Австрія) — військовик Третього Рейху, генерал-лейтенант Ваффен-СС та поліції, Групенфюрер СС та СА, командир 21-ї гірської дивізії СС «Скандербег» (1-ї албанської). Спеціальний представник рейхсфюрера СС в Албанії під час Другої світової війни. 

## Життєпис
Австрієць. Син чиновника із Західної Чехії. Закінчив австрійську військову школу та академію.
Учасник Першої світової війни. Служив лейтенантом у 3-му Тирольському полку. Поранений. 
1917 – отримав звання обер-лейтенанта, бився на італійському фронті.  
Середина 1919 – звільнений із австрійської армії. 
Після війни з 1920 працював на цивільній службі. 
Березень 1923 – 1933 – працював секретарем в Університеті прикладних мистецтв Вени. 
1931 – член НСДАП
1932 – член СС. 
Квітень 1932 – поступив до Штандарту СС у Вені. 
1933 – засуджений до двох з половиною років політичного ув’язнення, інтернований,  двічі тікав із таборів. Пізніше виїхав із Австрії до Райху. 
Березень 1936 – став штандартенфюрером СС.
Січень 1937 – кінець 1937 – командував 58-м полком СС у Кельні.
Жовтень 1937 – 1938 – працював у Головному управлінні СД. 
1938 – член Берлінського Рейхстагу від НСДАП.  Після аншлюсу Австрії з березня 1938 — заступник начальника поліції Вени, у березні 1940 звільнений з посади за корупцію у ході експропріації майна у євреїв. 
1940 – був переведений до Ваффен СС, призначений командиром піхотного полку підрозділу СС «Мертва голова».
Квітень 1942 – травень 1943 – був у Нідерландах командиром, відповідальний за створення добровільних частин Ваффен-СС у Голландії та Фландрії. 
Жовтень 1943 – 1 січня 1945— спеціальний представник рейхсфюрера СС Гіммлера в Албанії,  одночасно, керівник СС та поліції у Тирані. 
Взяв участь у створенні 21-ї гірської дивізії СС «Скандербег» (1-ї албанської) і командував нею у званні у чині бригадефюрера з квітні по 1 травня 1944.
Серпень 1944 – генерал-лейтенант Ваффен-СС та поліції і групенфюрер СС.
3 січня 1945 – призначений командуючий 18-ю добровольчою панцергренадерською дивізією СС «Хорст Вессель».
Загинув 10 січня 1945 у дорожньо-транспортній катастрофі. Похований у Відні

## Звання
- Штурмбаннфюрер СС (листопад 1932)
- Оберштурмбаннфюрер СС (листопад 1933)
- Штандартенфюрер СС (березень 1936)
- Оберфюрер СС (1938)
- Гауптштурмфюрер резерву військ СС (квітень 1940)
- Штурмбаннфюрер резерву військ СС (січень 1941)
- Оберштурмбаннфюрер резерву військ СС (квітень 1942)
- Штандартенфюрер резерву військ СС (листопад 1942)
- Бригадефюрер СС, генерал-майор військ СС і поліції (жовтень 1943)
- Группенфюрер СС і генерал-лейтенант військ СС (серпень 1944)

## Нагороди
- Пам'ятна військова медаль (Австрія) з мечами
- Земельний орден (Каринтія)
- Почесна шпага рейхсфюрера СС
- Кільце «Мертва голова»
- Золотий партійний знак НСДАП
- Почесний хрест ветерана війни з мечами
- Орден крові
- Залізний хрест 2-го і 1-го класу
- Хрест Воєнних заслуг 2-го класу з мечами
- Штурмовий піхотний знак
- Німецький хрест в золоті
- Нагрудний знак «За поранення» у чорному